# 布瓦塞 (埃罗省)
布瓦塞（法語：Boisset，法語發音：[bwasɛ]）是法国埃罗省的一个市镇，属于贝济耶区。

## 地理
布瓦塞（43°24'6"N, 2°42'15"E）面积17.47 平方千米，位于法国奧克西塔尼大區埃罗省，该省份为法国南部沿海省份，南濒地中海，西南接奥德省，西北接塔恩省和阿韦龙省，东北与加尔省接壤。
与布瓦塞接壤的市镇（或旧市镇、城区）包括：费拉勒莱蒙塔涅、拉利维尼耶尔、米内尔沃、里约塞克、韦略、韦尔里德穆桑。

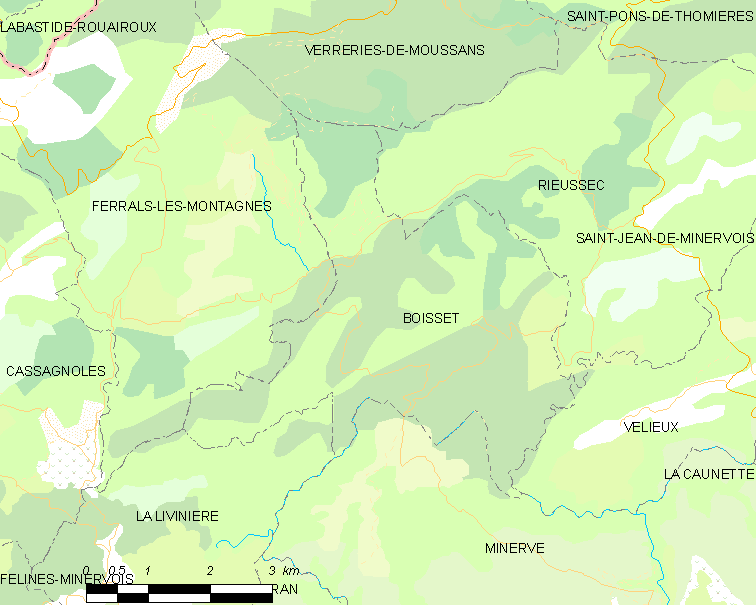
的OSM定位图

布瓦塞的时区为UTC+01:00、UTC+02:00（夏令时）。

## 行政
布瓦塞的邮政编码为34220，INSEE市镇编码为34034。

## 政治
布瓦塞所属的省级选区为圣庞斯德托米耶尔县。

## 人口

1962-2008年间人口变化图示

布瓦塞于2022年1月1日时的人口数量为41人。